# 义州 (唐朝)
义州，唐代在西南广西地设置的州。
唐高祖武德五年（622年）唐朝置南义州及龙城县、义城县、安义县、连城县4县。永熙郡永业县改属南义州。治龙城县（今广西岑溪市东）。唐太宗貞觀元年（627年）废南义州省入南建州。贞观二年（627年）置义州。贞观五年（631年）废，贞观六年（632年）再置。唐高宗永徽元年（650年）义城县并入龙城县、安义县并入永业县。辖境相当今岑溪市等地。属岭南道。唐玄宗天宝元年（742年）龙城县改为岑溪县，义州改为连城郡。唐肃宗乾元元年（758年）复为义州。唐末属于宁远军节度使。五代十国属于南汉。宋太祖开宝年间，灭南汉，义州省入窦州，宋太宗太平兴国初年改为南仪州。
义州刺史
- 张臣合（永徽年间）
- 陈大焕（开元年间）
- 陈仁璀（771年）
- 王虔裕（中和、光启年间）
- 曹信（893年）